# Caída libre
Caída libre és una pel·lícula espanyola de drama i thriller, dirigida per Laura Jou i escrita per Bernat Vilaplana. És protagonitzada per Belén Rueda, Ilay Kurelovic, Mariia Netavrovana, Irene Escolar, Manuela Vellés i Brays Efe. Es va estrenar als cinemes el 17 de maig de 2024, amb distribució d'Universal Pictures España.

## Trama
La Marisol és una icònica entrenadora de gimnàstica rítmica d'elit que frega els 60. El seu món s'esquerda el dia en què l'Octavio, el seu marit, marxa de casa per a refer la seva vida al costat d'una dona més jove a la qual ha deixat embarassada. En la seva excèntrica carrera per a recuperar al seu marit, el fracàs de la Marisol en la seva vida personal repercuteix en la seva relació amb les gimnastes: cada vegada és més dura i intransigent, i arriba a abusar del seu poder i posició. La Marisol s'enfronta a una catarsi que la porta a replantejar-se la seva vida.

## Repartiment
- Belén Rueda com a Marisol
- Ilay Kurelovic
- Maria Netavrovana
- Irene Escolar com a Claudia
- Manuela Vellés
- Brays Efe

## Producció
Caída libre es va rodar a Barcelona entre febrer i març de 2023, sota la direcció de Laura Jou i amb Belén Rueda, Irene Escolar, Manuela Vellés i Ilay Kurelovic com a part del repartiment. El cineasta Juan Antonio Bayona és un dels productors del projecte.

## Estrena i màrqueting
El 22 de febrer de 2024, Universal Pictures España va programar l'estrena de Caída libre pel 17 de maig de 2024. El 6 de març de 2024, es va llançar el tràiler de la pel·lícula.